# Rajput

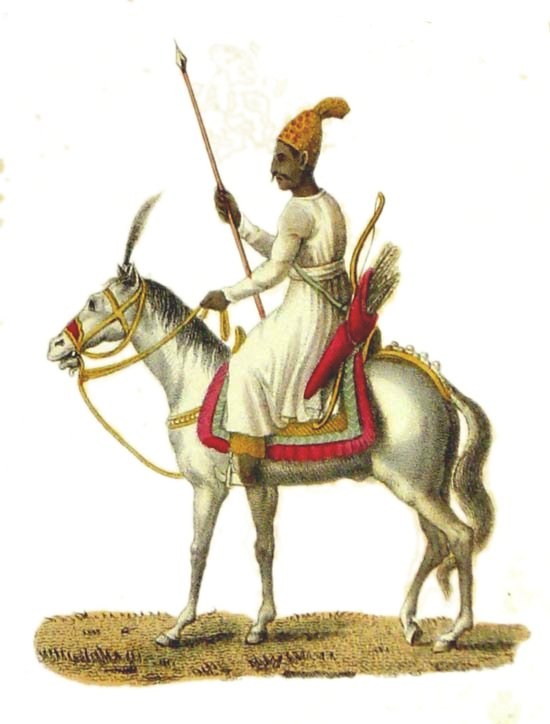
Un guerrier Rajput.

Les Rajputs (« fils du roi » de raja et putra/de sang royal) ou Rajasthanis forment la majorité des habitants de l'État indien du Rajasthan, correspondant approximativement à l'ancien Rajputana, et une partie de celle du Gujarat et du Penjab. Une partie du Sind, dans l'actuel Pakistan a également été contrôlée par les Rajputs, c'est par exemple le cas du fort d'Umerkot.

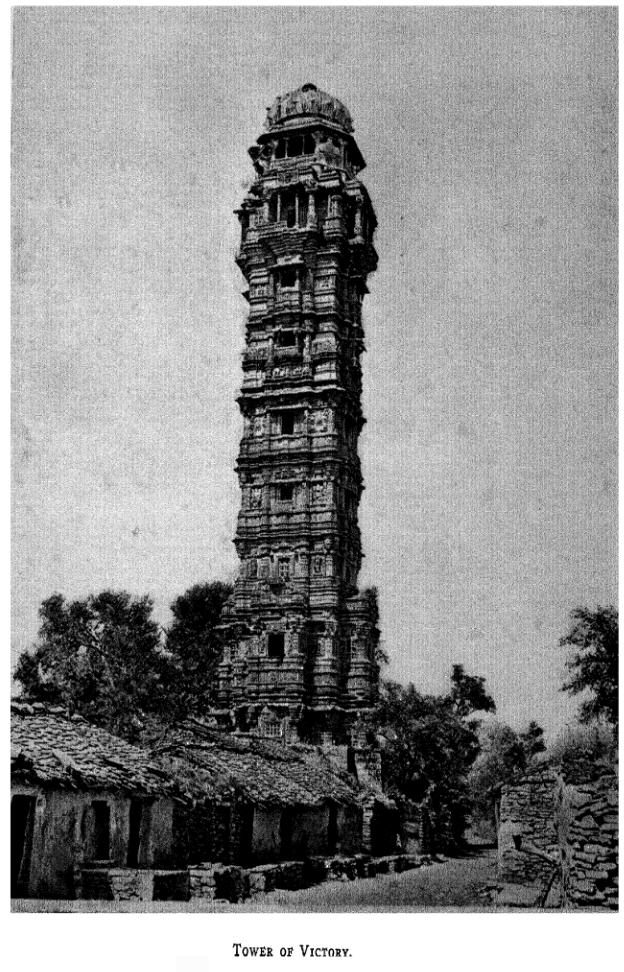
La Tour de la victoire, à Chittorgarh (1927).

## Histoire
La majeure partie des Rajputs appartient à la caste des kshatriyas.

Leurs royaumes se trouvant près de la passe de Khyber, la voie classique d'entrée dans le sous-continent indien, ils se sont trouvés confrontés à la plupart des invasions qu'il a connues, en particulier celles des Arabes et des Moghols. Les Rajputs, eux-mêmes, sont probablement en partie des descendants d'envahisseurs, en particulier des Huns (tels que les hephtalites ou Shvetahuna, Huns rouges, Alkhon), peut-être de Kouchans et de Scythes, assimilés plus tard par les brahmanes à des kshatriyas en remerciement pour leur lutte contre l'islam. Malgré leur vaillance sans conteste, leurs origines diverses les empêchèrent de s'unir efficacement contre l'invasion musulmane tout d'abord, puis contre les prétentions mogholes. Après l'épisode marathe, ils acceptèrent pourtant assez facilement la domination britannique durant le Raj qui stabilisa les dynasties, leur assurant une pérennité qu'elles n'avaient jamais vraiment connue auparavant.
Dès le XVIe siècle, des soldats Purbiya Rajput des régions orientales du Bihar et de l'Awadh ont été recrutés comme mercenaires pour Rajputs dans l'ouest, en particulier dans la région de Malwa.

## Origines mythologiques
Du point de vue mythologique, les deux clans rajputs les plus anciens sont supposés être issus du Soleil et de la Lune, souvent représentés dans leurs armoiries. L'ancêtre de la troisième lignée, celle des Agnikula (de agni, feu), serait surgi du feu sacrificiel allumé au cours d'une cérémonie par Vasishtha près du lac Nakhi au mont Abu et créé dans le but de combattre des démons.
Chacun de ces clans sera à l'origine de sous-clans dont certains ont eu une importance historique :
- lignage Suryavamsha (de surya, soleil, lignée solaire) : des Kachhwawa Jaipur et Alwar, Guhilot apparenté aux Shisodia, Rathor (Jodhpur et Bikaner), Shisodia (Udaipur), Vaghela.
- lignage Somavamsha ou Chandravamsha (de chandra, lune, lignée lunaire) : Bhatti (Jaisalmer), Chudasama, Jat, Jaswal et Parmar.
- lignage Agnikula : Chalukya apparenté aux Solanki, Chauhan (Kota), Solanki.

Les bardes rajasthani gardent la mémoire, dans leurs chants, des hauts faits d'armes de la lutte des Rajputs contre les musulmans et les Moghols, et des suicides collectifs par le feu — ou jauhar — de leurs femmes pour échapper à l'indignité de tomber entre les mains de l'ennemi.

## Dans la fiction
Bollywood s'est emparé de la figure symbolique du rajput hindou avec les films Jodhaa Akbar (Ashutosh Gowariker,2008), Bajirao Mastani (Sanjay Leela Bhansali, 2015) puis de la mythologie rajput en 2018 avec le film Padmaavat, inspiré du poème épique du même nom par le poète soufi Malik Muhammad Jayasi. L'histoire raconte le combat du maradjha rajput de Chittor contre l'envahisseur musulman et le sacrifice de son épouse qui accomplit le jauhar avec les autres femmes du fort pour échapper au déshonneur de la capture.
Bollywood lisse la diversité des royaumes rajputs et se focalise sur leurs atributs légendaires (courage, force physique et dignité). Les rapports entre rajputs et moghols sont tantot abordés sous l'angle du conflit de domination ou de la pacification des relations.